# Estación de Bassecourt
La estación de Bassecourt es una estación ferroviaria de la comuna suiza de Bassecourt, en el Cantón del Jura.

## Historia y situación

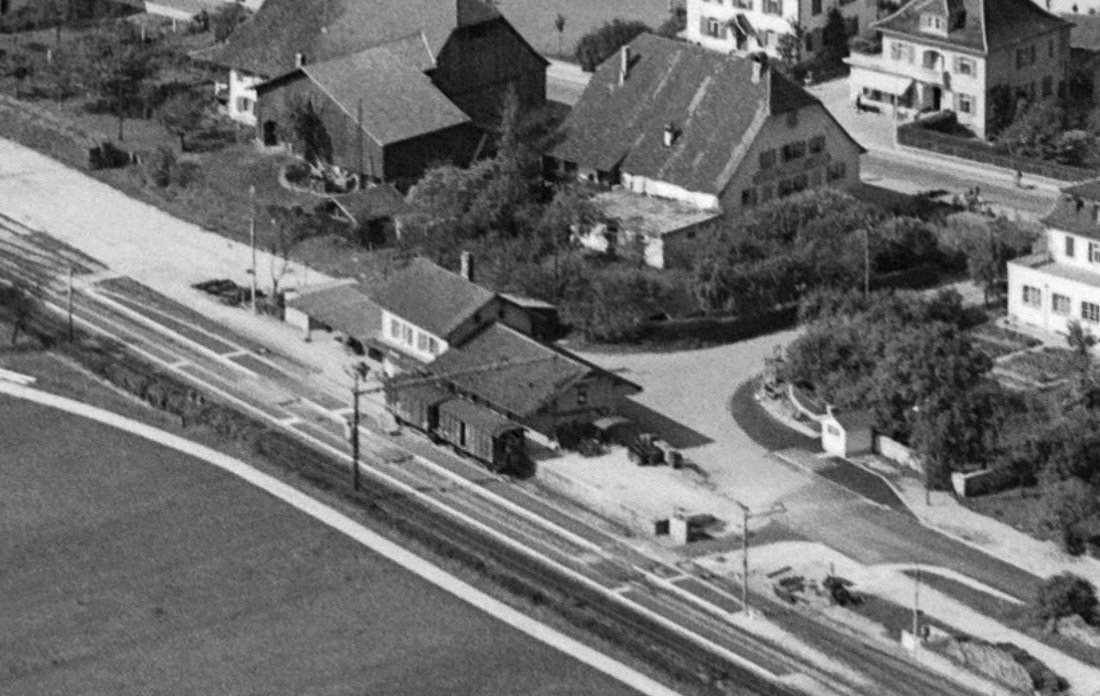
Vista aérea de la estación en 1955

La estación de Bassecourt fue inaugurada en el año 1876 con la puesta en servicio del tramo Delémont - Glovelier de la línea Delémont - Delle - Belfort por parte de  laCompagnie du Jura bernois (JB). En 1884 JB se fusionó con Bern-Luzern-Bahn, formando Jura-Bern-Luzern-Bahn (JBL). En 1890 Jura-Bern-Luzern-Bahn (JBL) se fusionó con la Compagnie de la Suisse Occidentale et du Simplon (SOS), y la nueva compañía sería Jura-Simplon-Bahn (JS). En 1903 JS pasaría a ser absorbida por los SBB-CFF-FFS.
Se encuentra ubicada en el centro del núcleo urbano de Bassecourt. Cuenta con un único andén lateral al que accede una vía pasante.
En términos ferroviarios, la estación se sitúa en la línea Delémont - Delle. Sus dependencias ferroviarias colaterales son la estación de Courfaivre hacia Delémont y la estación de Glovelier.

## Servicios ferroviarios
Los servicios ferroviarios de esta estación están prestados por SBB-CFF-FFS:

### Regionales
- RE Biel/Bienne - Grenchen Nord - Moutier - Delémont - Porrentruy - Delle. Trenes cada hora en ambos sentidos.

### S-Bahn Basilea
Desde la estación de Glovelier se puede ir a Basilea y Olten mediante una línea de la red Regio S-Bahn Basilea operada por SBB-CFF-FFS:
- S 3 Porrentruy – Delémont – Laufen – Basel Dreispitz – Basel SBB – Liestal – Sissach – Olten  (algunos refuerzos durante las horas pico entre Delémont (respectivamente Laufen y Aesch) y Basel sin designación de línea)